# Szerdahely (Szlovénia)
Szerdahely (korábban Kisszerdahely, szlovénül: Središče) falu Szlovéniában, Muravidéken, Pomurska régióban.  Közigazgatásilag Alsómaráchoz tartozik.

## Fekvése
Muraszombattól 20 km-re északkeletre, közvetlenül a magyar határ mellett, a Szentgyörgyvölgyi-patak partján fekszik.

## Története
A település első írásos említése 1366-ban történt. 1365-ben Széchy Péter fia Miklós dalmát-horvát bán és testvére Domonkos erdélyi püspök kapták királyi adományul illetve cserében a Borsod vármegyei Éleskőért, Miskolcért és tartozékaikért Felsőlendvát és tartozékait, mint a magban szakadt Omodéfi János birtokát. A település a későbbi századokon át is birtokában maradt ennek családnak, mely birtokközpontjáról a felsőlendvai, felső-lindvai Bánfi, felső-lindvai Herczeg neveket is viselte. Az 1366-os beiktatás alkalmával részletesebben kerületenként is felsorolják az ide tartozó birtokokat, melyek között a falu "Zerdahel in districtu seu valle Welemer" alakban szerepel.  A felsőlendvai uradalom veleméri kerületéhez tartozott.
Vályi András szerint "SZERDAHELY. Elegyes falu Vas Várm. földes Urai több Urak, lakosai külömbfélék, fekszik Kerczához nem meszsze, mellynek filiája; határja középszerű."
Fényes Elek szerint "Szerdahely, magyar falu, Vas vmegyében, 3 kath., 10 evang., 98 ref. lak. A mura-szombati urad. tartozik. Ut. p. Rába-Sz.-Mihály."
Vas vármegye monográfiája szerint "Szerdahely (Mura-Szerdahely), 41 házzal és 196 magyar lakossal. Vallásuk r. kath., ág. ev. és ev. ref. Postája Prosznyákfa, távírója Csákány."
1910-ben 225, túlnyomórészt magyar lakosa volt. 1800 és 1848, illetve 1860 és 1872 között Vas vármegye Őrségi, majd 1872-től 1920-ig a Muraszombati járásához tartozott. A Trianoni Szerződés következtében a Szerb–Horvát–Szlovén Királysághoz csatolták, ami 1929-től Jugoszlávia nevet vette fel. 1941-ben átmeneti időre ismét Magyarországhoz tartozott, 1945 után visszakerült jugoszláv fennhatóság alá. 1991 óta a független Szlovénia része. 2002-ben 66 lakosa volt.

## Nevezetességei
Római kori halomsírok.
Református templom (1909)